# Flesquières Hill British Cemetery
Le cimetière « Flesquières Hill British Cemetery » est un des deux cimetières militaires  de la Première Guerre mondiale situés sur le territoire de la commune de Flesquières, dans le Nord. Le second est Orival Wood Cemetery Flesquières.

## Localisation
Ce cimetière est situé à la sortie du village, à l'est, rue du Calvaire.

## Historique
Occupé dès la fin août 1914 par les troupes allemandes, le village de Flesquières est resté loin des combats jusqu'au 20 novembre 1917, premier jour de la bataille de Cambrai, date à laquelle le village a été capturé par la 51e division (Highland), avec des tanks, puis évacué début décembre pour être définitivement repris le 27 septembre 1918. Ce cimetière a été créé à cette date par le regroupement de tombes provenant de villages des alentours.

## Caractéristique
Ce cimetière comporte 921 tombes de soldats du Commonwealth, dont 332 ne sont pas identifiés. Le cimetière couvre une superficie de 3 797 mètres carrés.

## Galerie

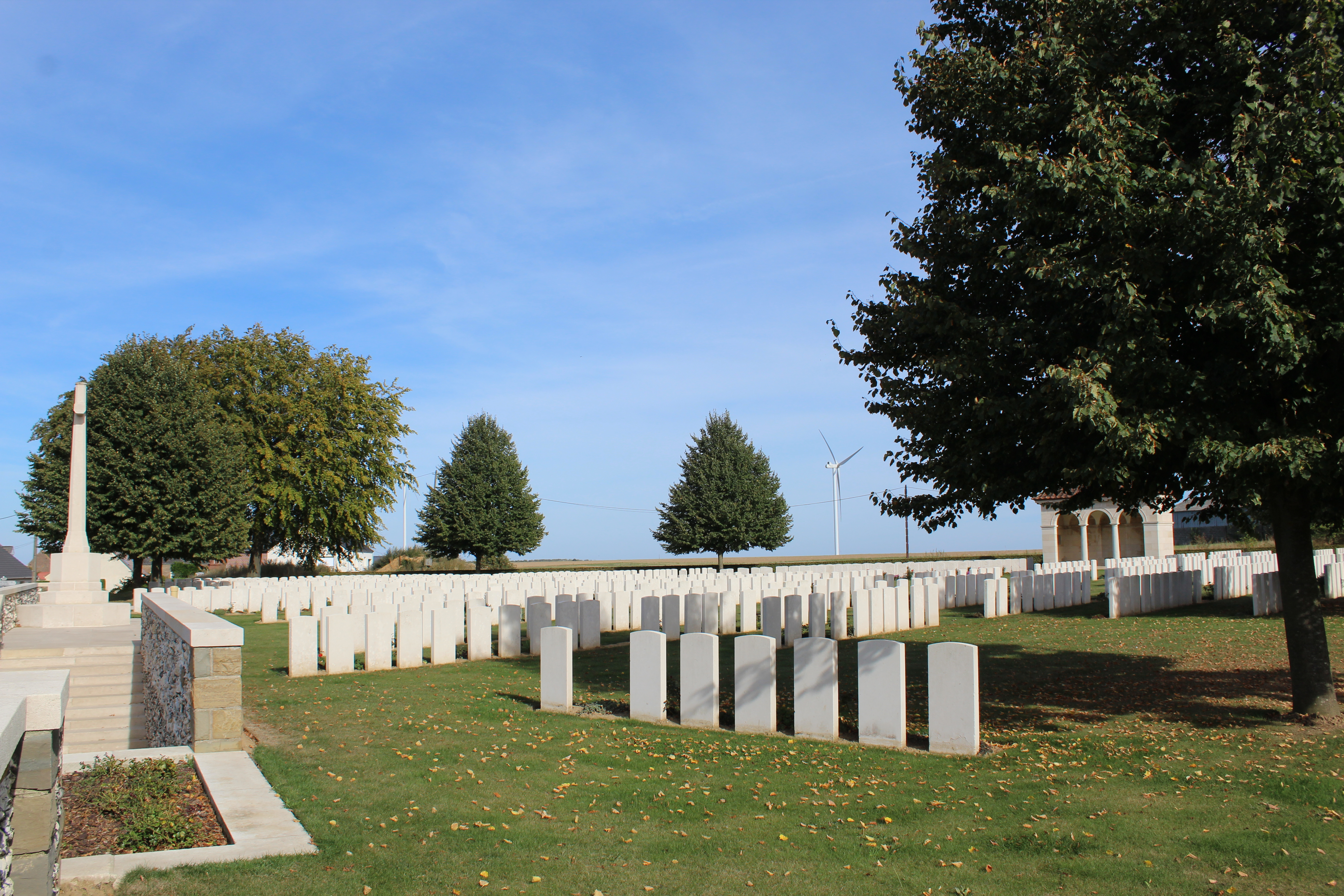
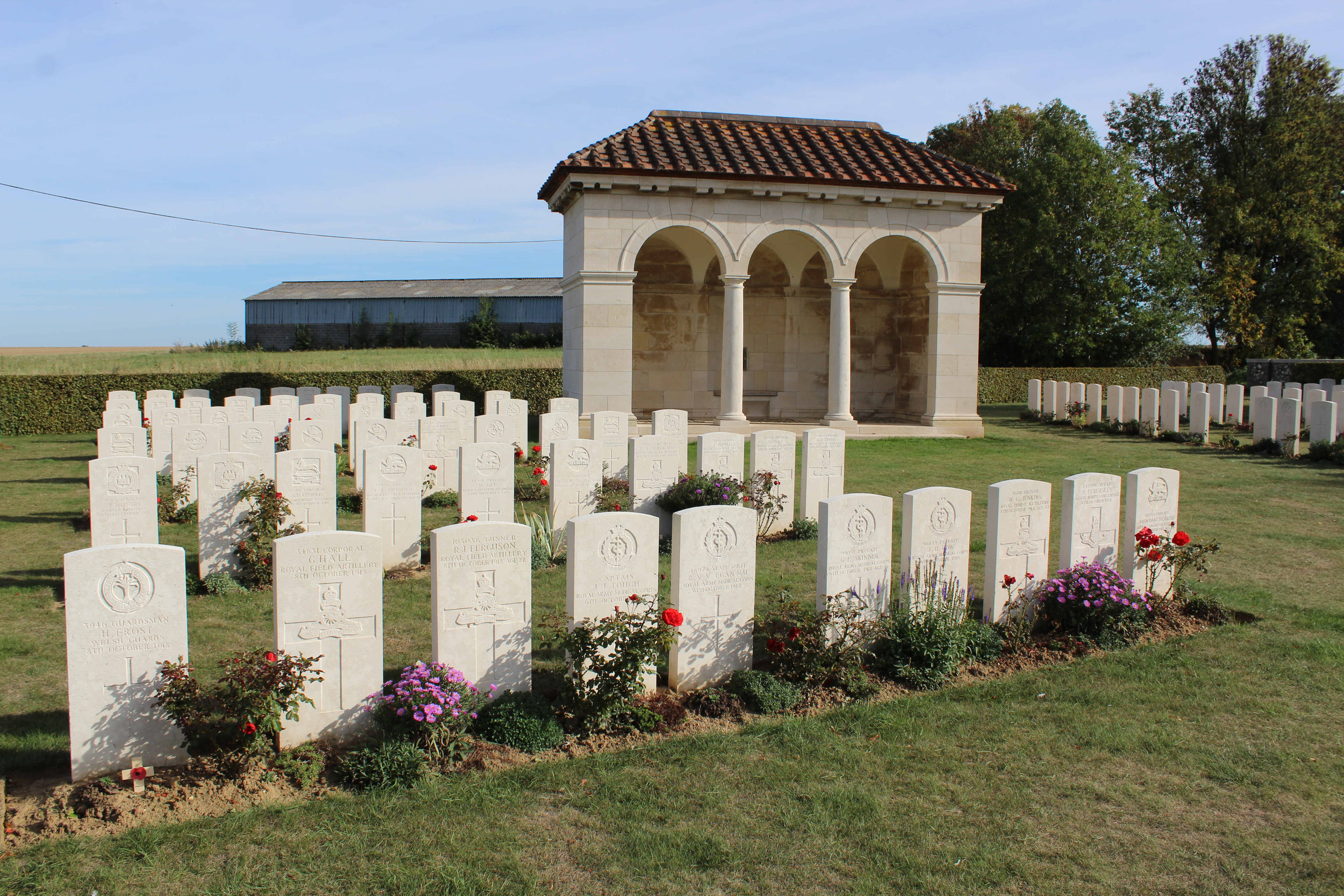
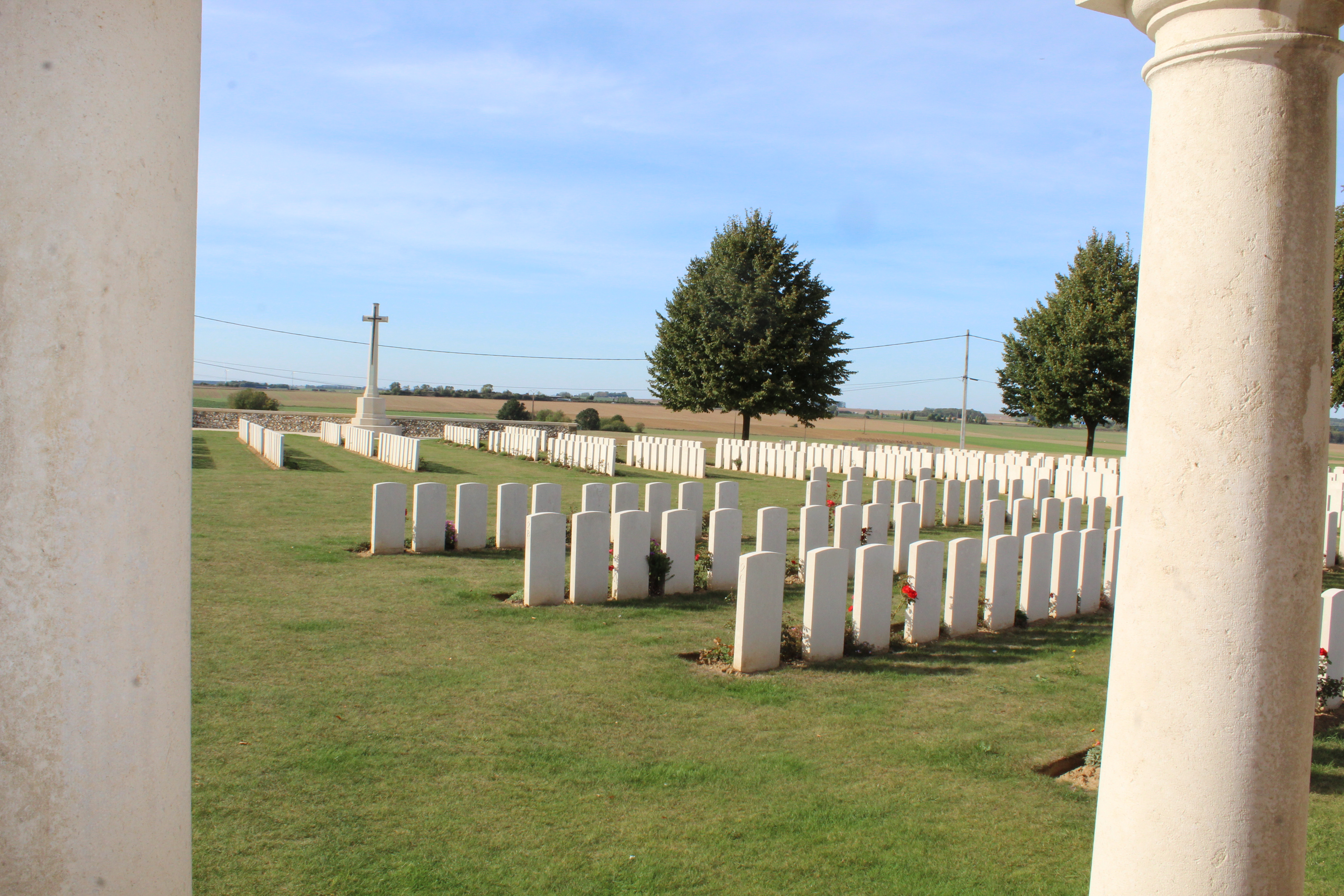
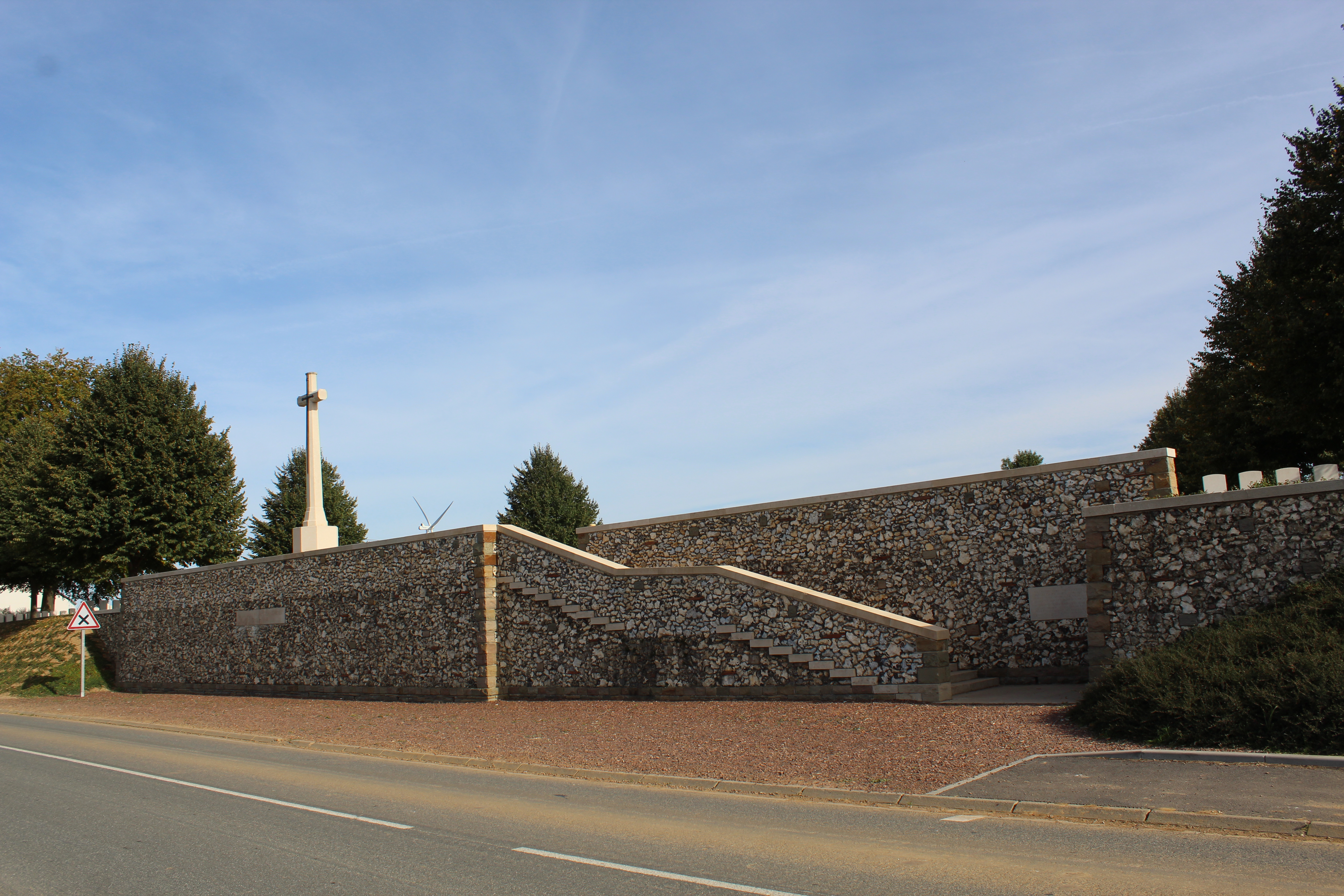
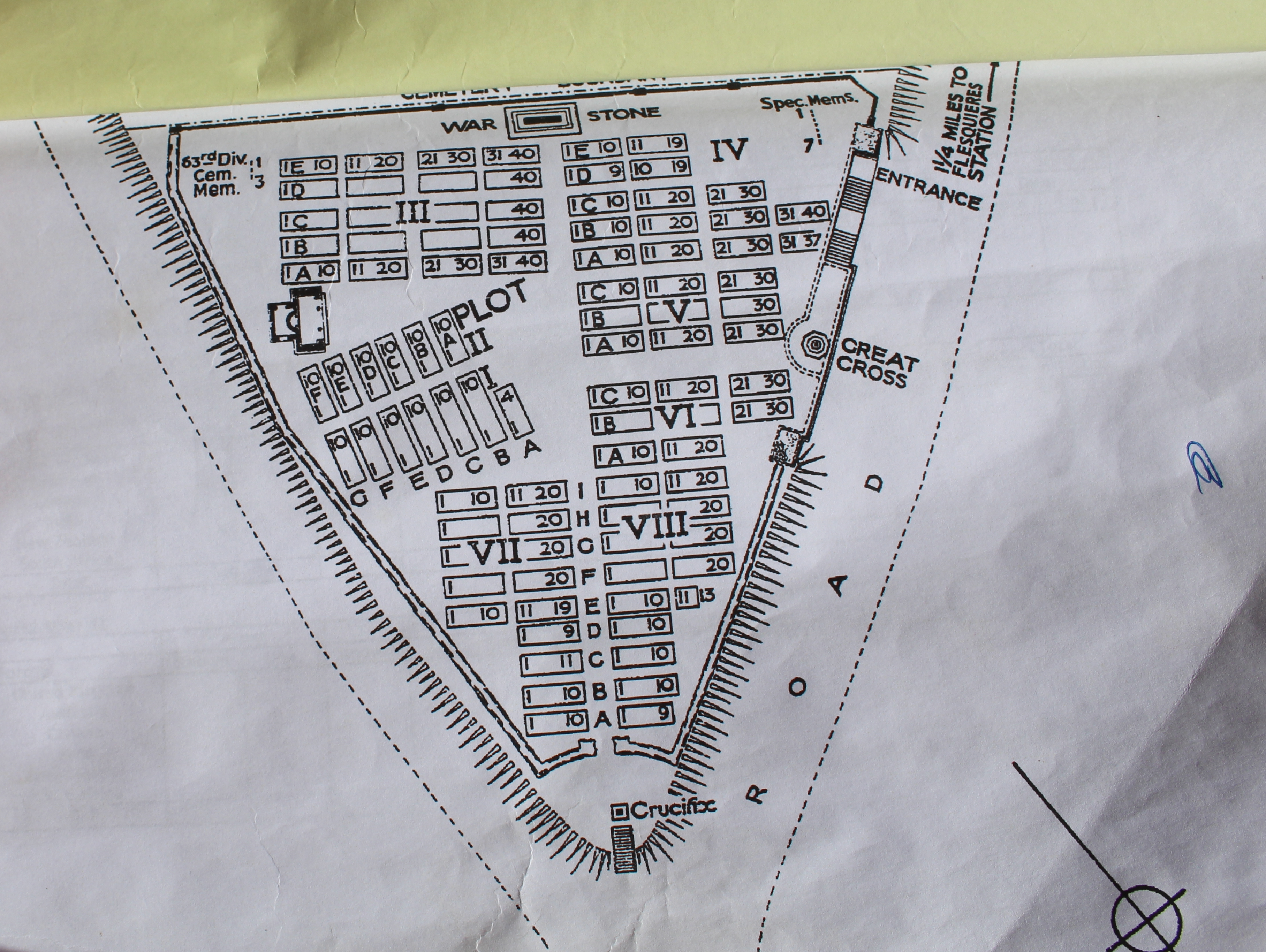

## Sépultures
| Pays             | Sépultures |
| ---------------- | ---------- |
| Royaume-Uni      | 822        |
| Canada           | 32         |
| Nouvelle-Zélande | 65         |
| Australie        | 2          |
| Total            | 921        |